# Blobfish
Psychrolutes marcidus
Ne doit pas être confondu avec Blob.
Espèce
Le blobfish (Psychrolutes marcidus) est une des espèces de poissons abyssaux vivant entre 600 et 1 200 m de profondeur, au large des côtes australiennes et tasmaniennes. Le chalutage de fond intensif fait du blobfish une espèce vulnérable.

## Description
Le blobfish vit à des profondeurs où la pression est près de cent fois supérieure à celle de la surface. Pour y résister, la chair du poisson est principalement constituée d’une masse gélatineuse dont la densité est plus faible que celle de l’eau, ce qui lui permet de flotter un peu au-dessus du plancher océanique sans avoir à dépenser sa précieuse énergie en nageant. Les cartilages de ce poisson sont également très légers. Cette chair de faible densité est une alternative à la vessie natatoire présente chez la plupart des poissons de surface. Le blobfish a donc peu de muscles, mais cela ne l’incommode pas dans la mesure où il se nourrit exclusivement de neige marine provenant des couches supérieures de la tranche d’eau. Il mesure tout au plus 30 cm de long.
Les photographies du blobfish les plus répandues le représentent souvent après sa remontée à la surface : son corps est alors soumis à une forte décompression qui modifie fortement son apparence . Le blobfish a en effet un aspect très différent dans son milieu naturel.

## Reproduction
La reproduction du blobfish est peu connue ayant été observée pour la première fois en 2000, au large de la Californie (près de Gorda Escarpment). Comme pour beaucoup d'animaux vivant en profondeur, le taux de reproduction du blobfish est très faible et sa croissance très lente. La femelle pond entre 1 000 et 100 000 œufs de couleur rose, qu'elle dispose sous forme de "nid" : les œufs, très légers, flottent à quelques centimètres du fond marin et forment un amas. Durant toute la durée d'incubation, la femelle nettoie régulièrement les œufs.

## Comportement
Le faible nombre d'observations et de spécimens rencontrés rend l'étude du comportement du blobfish difficile. Il semble néanmoins qu'il vive en solitaire.

## Le blobfish et l'homme

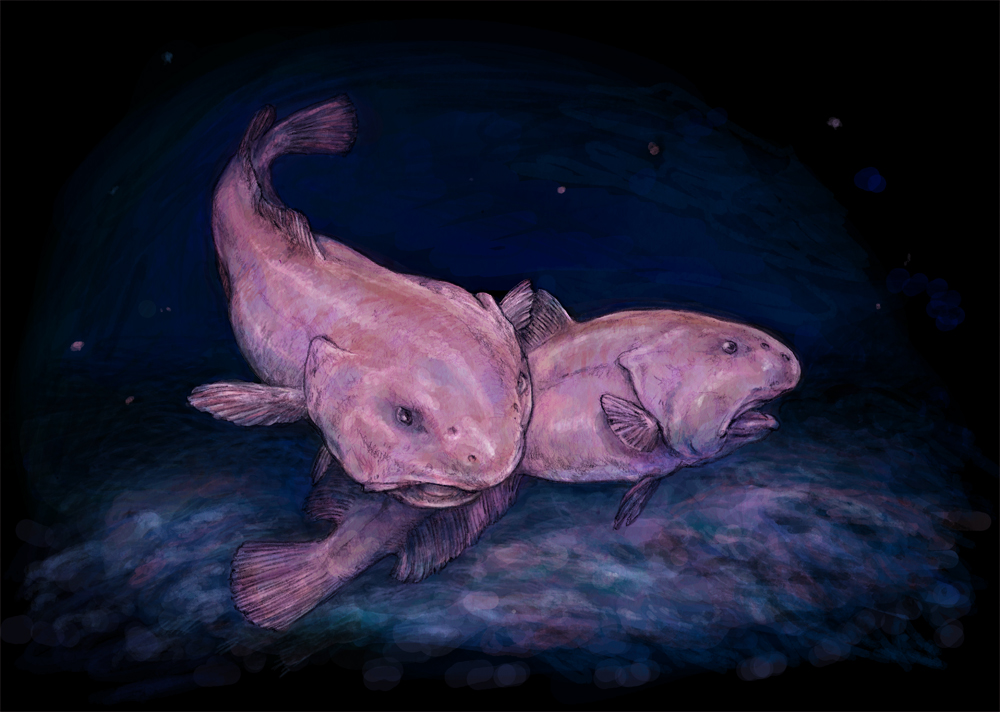
Vision d'artiste.

### Conservation
Comme de nombreux poissons des profondeurs, il est souvent pêché accidentellement par le chalutage de fond. Le blobfish est une espèce vulnérable ; son rythme de reproduction est lent, son corps est très fragile et sa chair n’est pas appréciée. L’Australie et la Nouvelle-Zélande sont parmi les plus actifs au monde en matière de chalutage de fond. Les secteurs protégés autour de monts sous-marins dans l’océan austral, sont destinés à préserver les récifs coralliens d'eau froide et non pas le blobfish.

### Culture
Cette espèce est connue du grand public pour certaines photos cocasses voire répugnantes qui ont provoqué un buzz sur internet (souvent sous le nom de « blobfish »), et qui lui a valu le surnom d'« animal le plus laid du monde » (notamment à la suite d'un jeu organisé par la Ugly Animal Preservation Society (en), une association créée par un groupe d'humoristes,). 
Leur peau épaisse et molle en est la cause, ainsi que l'énorme différence de pression que subissent ces animaux quand ils sont remontés brutalement à la surface, depuis les milliers de mètres de profondeur où ils vivent. Ces photos ne sont pas représentatives de l'aspect habituel de cet animal dans son environnement. Dans le film Men In Black III, un « blobfish » apparaît similaire aux photos publiées par internet.